# Mount Allison University
Die Mount Allison University (Abkürzung Mount A oder MtA) ist eine staatliche Universität in Sackville, New Brunswick, Kanada.
Die Hochschule wurde 1843 gegründet und nahm 1849 den Betrieb auf. Sie ist mit der United Church of Canada verbunden. Circa 2250 Studenten werden in grundständigen Studienprogrammen der Kunst, Wirtschaft, Naturwissenschaften, Bildender Kunst und Musik ausgebildet. 2018 wurde ein Life-Sciences-Forschungszentrum zur Untersuchung der Auswirkungen von Klima- und Schadstoffveränderungen auf die Meeres- und Süßwasserökonomiesysteme gegründet.